# Ха (буква древнепермского алфавита)
Ха (𐍬, коми ха, также х) — дополнительная буква древнепермского алфавита, использовавшегося для записи языка коми и в качестве тайнописи старорусского языка.

## Использование
В форме 𐍬 буква появляется исключительно в псевдопермском алфавите, представленном в мотоховском списке и имевшем некоторое распространение в XVIII—XIX веках. Согласно А. С. Сидорову, этот вариант древнепермского алфавита, вероятно, появился к XVIII веку и является результатом «сугубо нарочитого, кабинетного творчества». В собственно древнепермских и русских тайнописных текстах в значении х, как правило, употреблялась буква кокэ с двумя точками (𐍚̈).

## Порядковый номер в алфавите
В единственном списке древнепермского алфавите, где она появляется, 𐍬 следует за эф. В. И. Лыткин относит 𐍬 к дополнительным буквам, использующимся преимущественно в русских заимствованиях, и условно помещает её в конец алфавита, на двадцать шестую позицию.

## Название
В. И. Лыткин условно называет эту букву х по её произношению. В Юникоде буква называется ха (англ. ha).

## Начертание
Форма буквы схожа со строчной греческой χ.

## Кодировка
Буква была закодирована в блоке Юникода «Древнепермское письмо» (англ. Old Permic) в версии 7.0, вышедшей 16 июня 2014 года, под кодом U+1036C.